# George Murphy

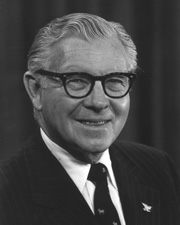
George Murphy

George Lloyd Murphy (* 4. Juli 1902 in New Haven, Connecticut; † 3. Mai 1992 in Palm Beach, Florida) war ein US-amerikanischer Film- und Theaterschauspieler sowie Politiker der Republikanischen Partei. Er vertrat von 1965 bis 1971 den Bundesstaat Kalifornien im US-Senat.

## Biografie

### Frühes Leben
George Murphy, Sohn katholischer irischer Einwanderer, absolvierte die Yale University und arbeitete, um sich den Lebensunterhalt zu verdienen, zunächst als Werkzeugmacher für Ford, später im Bergbau und als Immobilienmakler und zuletzt als Tänzer in verschiedenen Diskotheken.
Sein Vater war der US-amerikanische Leichtathletiktrainer Mike Murphy.

### Schauspieler
Mitte der 1920er Jahre zog Murphy nach New York, wo er ab 1927 am Broadway auf der Bühne stand. Hier lernte er auch seine erste Frau Juliette Henkel kennen, die er bereits 1926 heiratete. Mit ihr bekam er zwei Kinder, Sohn Dennis und Tochter Melissa.
Nach seinem Abschied von der Theaterbühne zog Murphy mit seiner Familie 1935 nach Hollywood, wo er bereits ab 1934 in Spielfilmen zu sehen war. Bis Ende der 1950er Jahre konnte Murphy so für rund 50 Spielfilme verpflichtet werden, in der Zeit des Zweiten Weltkrieges vermehrt in Durchhaltefilmen zur Stärkung der Moral der US-Truppen. 1944 bis 1946 übernahm Murphy die Präsidentschaft der Screen Actors Guild; zudem war er von 1958 bis 1961 Vizepräsident der Filmproduktionsgesellschaft Desilu.
Obwohl seine Arbeit meist auf relativ unbekannte Filme beschränkt war, erhielt er 1951 für seine Verdienste in der Filmindustrie einen Ehrenoscar.

### Politische Karriere
Ende der 1950er Jahre begann sich Murphy vermehrt politisch zu betätigen. Er wurde Parteimitglied der Republikaner und war dreimal, 1952, 1956 und 1960, Unterhaltungschef bei der Fernsehübertragung der Amtseinführung der US-Präsidenten Dwight D. Eisenhower und John F. Kennedy.
Anfang der 1960er Jahre übernahm Murphy den Parteivorsitz der Republikaner des US-Bundesstaats Kalifornien und wurde 1964 zum US-Senator gewählt. Er besiegte dabei den amtierenden Senator Pierre Salinger entgegen dem allgemeinen Trend der Wahlen von 1964. Er verblieb eine sechsjährige Amtszeit im Senat, bevor er im Januar 1971 ausschied. Murphy war somit der erste Schauspieler, der eine politische Karriere verfolgte, und galt für seine Parteikollegen Ronald Reagan und Arnold Schwarzenegger als Vorbild. Reagan selbst bezeichnete Murphy stets als seinen „Johannes den Täufer“.
Während seiner Amtszeit erkrankte Murphy an Speiseröhrenkrebs, weshalb ihm durch eine Operation der Kehlkopf entfernt werden musste. Dies war ein Grund, weshalb er die Wahl 1970 gegen John V. Tunney verlor und aus dem US-Senat ausschied. Infolge der Operation fiel ihm für den Rest seines Lebens das Sprechen schwer; er konnte nur mehr in leisem Ton mit seiner Umwelt kommunizieren.

### Späteres Leben
George Murphy zog sich ins Privatleben zurück, das er mit seiner zweiten Frau Betty Blandi teilte. Er verließ Kalifornien und zog nach Palm Beach, wo er zwei Monate vor seinem 90. Geburtstag an Leukämie starb.

### Candy Desk
1968 begann Murphy die Tradition des Candy Desk, indem er seinen Senatskollegen erlaubte, sich an den in seinem Tisch im Sitzungssaal gelagerten Süßigkeiten zu bedienen.

## Filmografie (Auswahl)
- 1934: Kid Millions
- 1936: Nach Mexiko verschleppt (Woman Trap)
- 1937: Broadway Melody 1938 (Broadway Melody of 1938)
- 1937: Täglich ausverkauft! (You’re a Sweetheart)
- 1940: Broadway Melodie 1940 (Broadway Melody of 1940)
- 1941: Tom, Dick und Harry (Tom, Dick and Harry)
- 1942: The Mayor of 44th Street
- 1942: Die Flotte bricht durch (The Navy Comes Through)
- 1943: Bataan
- 1943: This Is the Army
- 1944: Step Lively
- 1947: Cynthia (Cynthia)
- 1948: Engel der zehnten Straße (Tenth Avenue Angel)
- 1949: Tödliche Grenze (Border Incident)
- 1949: Kesselschlacht (Battleground)
- 1952: Walk East on Beacon!
- 1952: The Hoaxters (Stimme)

## Auszeichnungen
George Lloyd Murphy ist ein Stern am Hollywood Walk of Fame gewidmet.